# 中村幸吉
中村 幸吉（なかむら こうきち、1894年 - 1968年2月19日）は、日本の政治家。三重県会議員を2期務めた後、初代鳥羽市長に就任し、鳥羽市の発展の基礎を築いた。
慶應義塾大学教授で政治学者の中村菊男の父である。

## 経歴
1894年（明治27年）、三重県志摩郡答志村大字答志（答志島、現・鳥羽市答志町）に生まれる。父・与助は初代の答志村長や三重県会議員（2期）を務めた政治家であった。
鳥羽町会議員に当選したのを皮切りに政界入りし、1939年（昭和14年）11月に三重県会議員選挙の志摩郡選挙区で石原円吉とともに当選した。1943年（昭和18年）11月の改選は任期延長のため実施されず、1947年（昭和22年）4月の選挙まで県会議員を務めた。県会議員を退任後は、志摩度会海区漁業調整委員会委員として沿岸漁業の振興に努める傍ら、水産問屋「中幸」を経営していた。
1954年（昭和29年）に鳥羽市が発足すると、12月11日の選挙で当選し、初代鳥羽市長に就任した。市制を施行したとは言え、人口30,370人、市役所は6課のみの小さな市であったため、財政規模は小さく、最初の仕事は財源の確保であった。中村は「海洋観光都市」を市のキャッチフレーズとし、同じく水産問屋を営んでいた「丸幸」の社長と旧知の仲であり、その息子・中村幸昭が鳥羽水族館の設立を相談した際には賛意を示し、助言も行った。市政では漁港や道路の整備を推進し、鳥羽本土と離島を結ぶ定期航路を買収して鳥羽市営定期船の運営に乗り出した。
1958年（昭和33年）11月25日、他の立候補者がなかったため、無投票当選が決定し、市長2期目に入った。1959年（昭和34年）4月18日、アワビ資源を増やし、ノリやワカメの養殖を盛んにしようと市立としては数少ない水産試験場「鳥羽市水産研究所」を設立した。同年9月26日には伊勢湾台風が鳥羽市に襲来し、市内6校が全壊する大きな被害を受けた。中村は日本国政府との交渉に成功し、高率の国庫負担を引き出して7校を鉄筋コンクリートに建て替えた。このほか公衆衛生のための上水道整備、農業の多角経営化の推進、魚礁作りのための海洋投石、観光産業の振興に努めた。1959年（昭和34年）、紺綬褒章を受章した。
1962年（昭和37年）12月2日投開票の市長選で3選を決め、鳥羽市長3期目を迎えた。3期目はパールロードの建設、佐田浜海岸や加茂干拓地（大明東町・大明西町）の整備など大きな構想を打ち立てた。1965年（昭和40年）には藤田観光の仲介でサンタバーバラ市（アメリカ・カリフォルニア州）と姉妹都市提携を結び、同年6月10日には自ら親善使節団の団長としてサンタバーバラ市を訪問した。1966年（昭和41年）、4選を目指して出馬したが、12月4日の市長選で元鳥羽市議会議長の谷本荘司に敗れ、12月10日に任期満了で退任した。同年、勲四等瑞宝章を受章した。選挙で争った谷本も中村と同じ保守派であり、先述の大規模開発を谷本は継承し、実現させた。
1968年（昭和43年）2月19日23時20分、山田赤十字病院（現・伊勢赤十字病院）にて肺癌のため逝去、享年75。自宅は鳥羽三丁目にあり、同じ丁目にある済生寺で告別式が行われた。喪主は次男の中村菊男が務めた。死の5日後である2月24日には鳥羽市の名誉市民に推挙され、御木本幸吉以来2人目の名誉市民となった。